# Teatro de los Campos Elíseos
Para el teatro de Bilbao, véase Teatro Campos Elíseos.

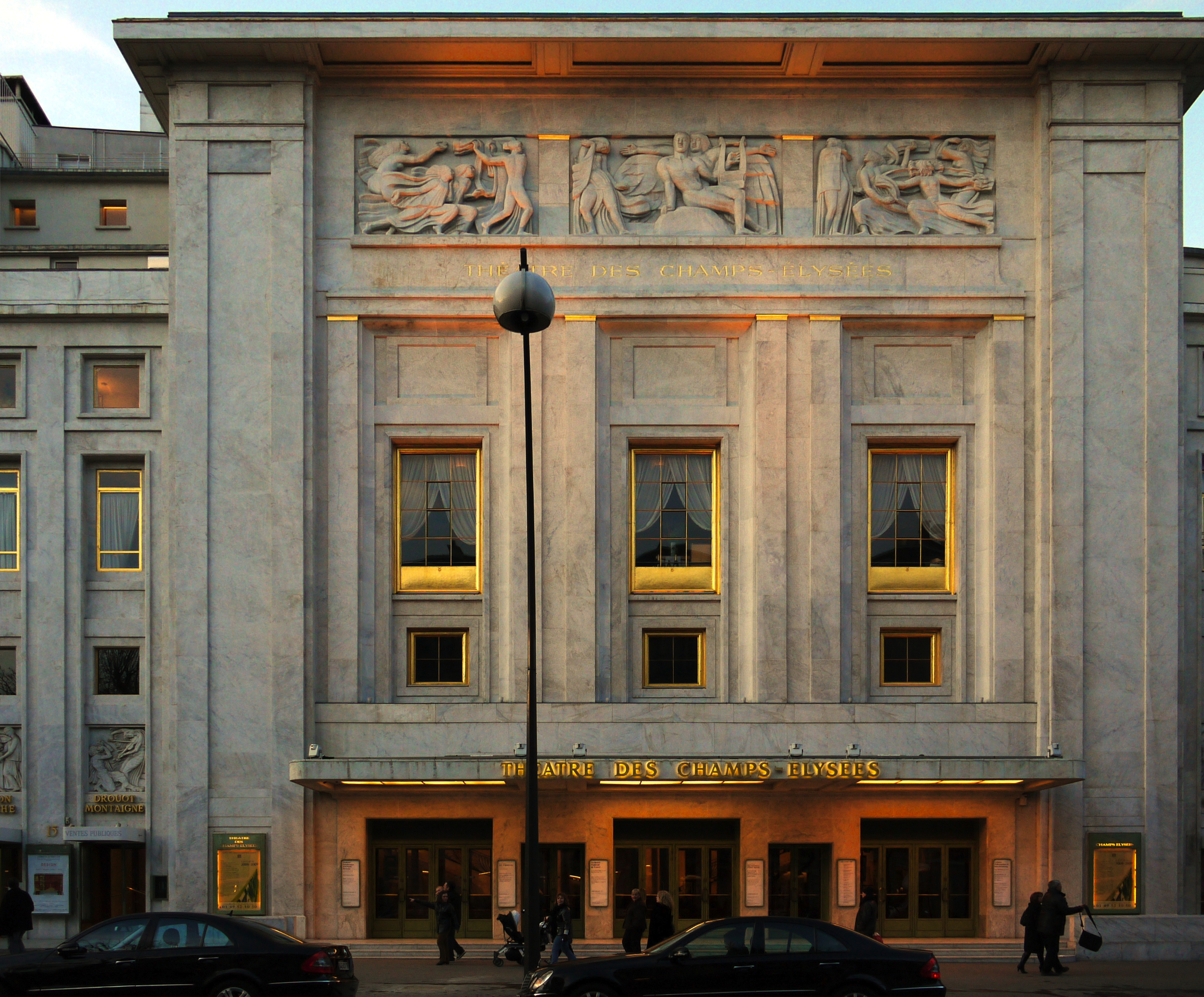
Fachada.

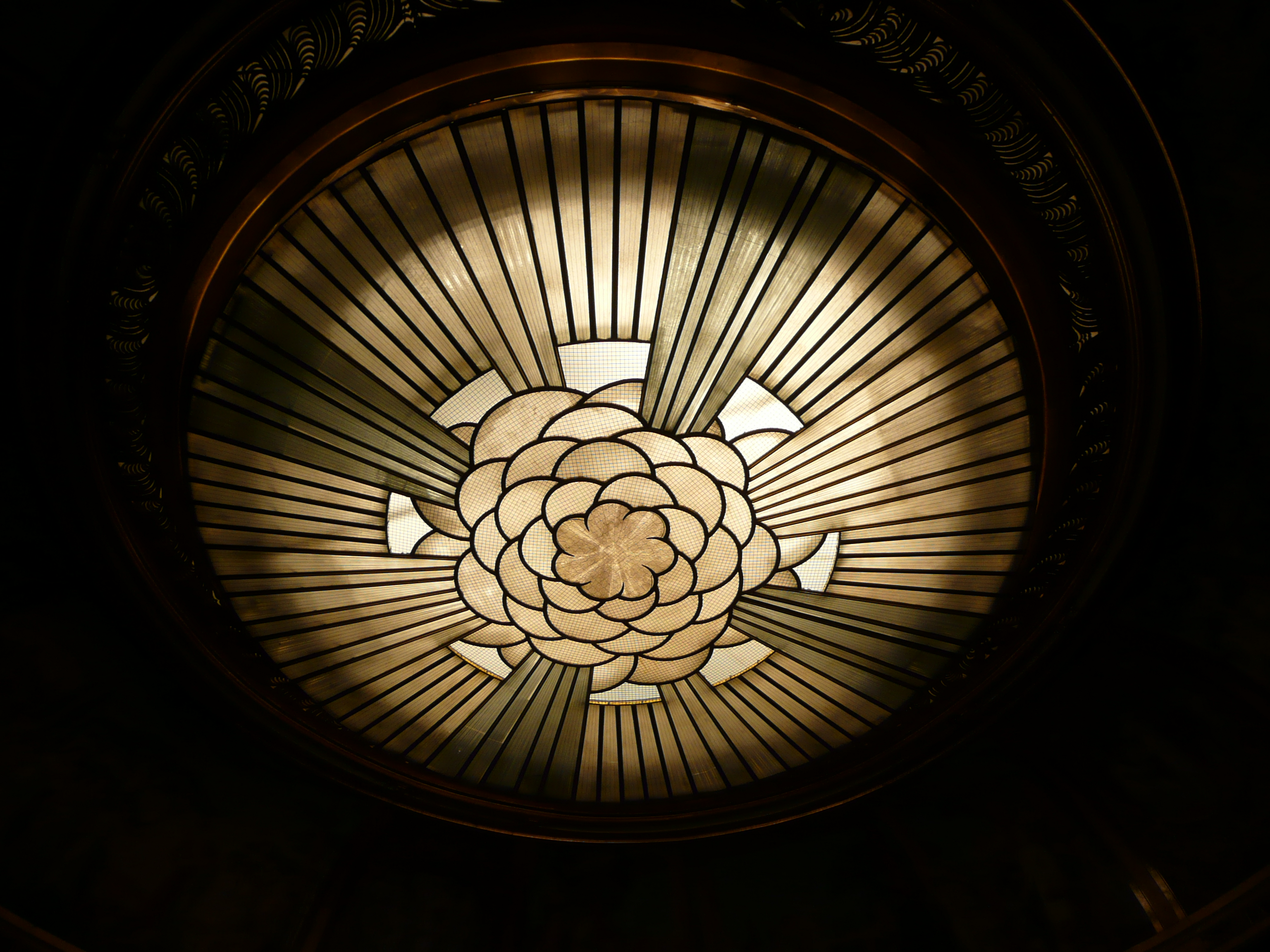
Araña art decó

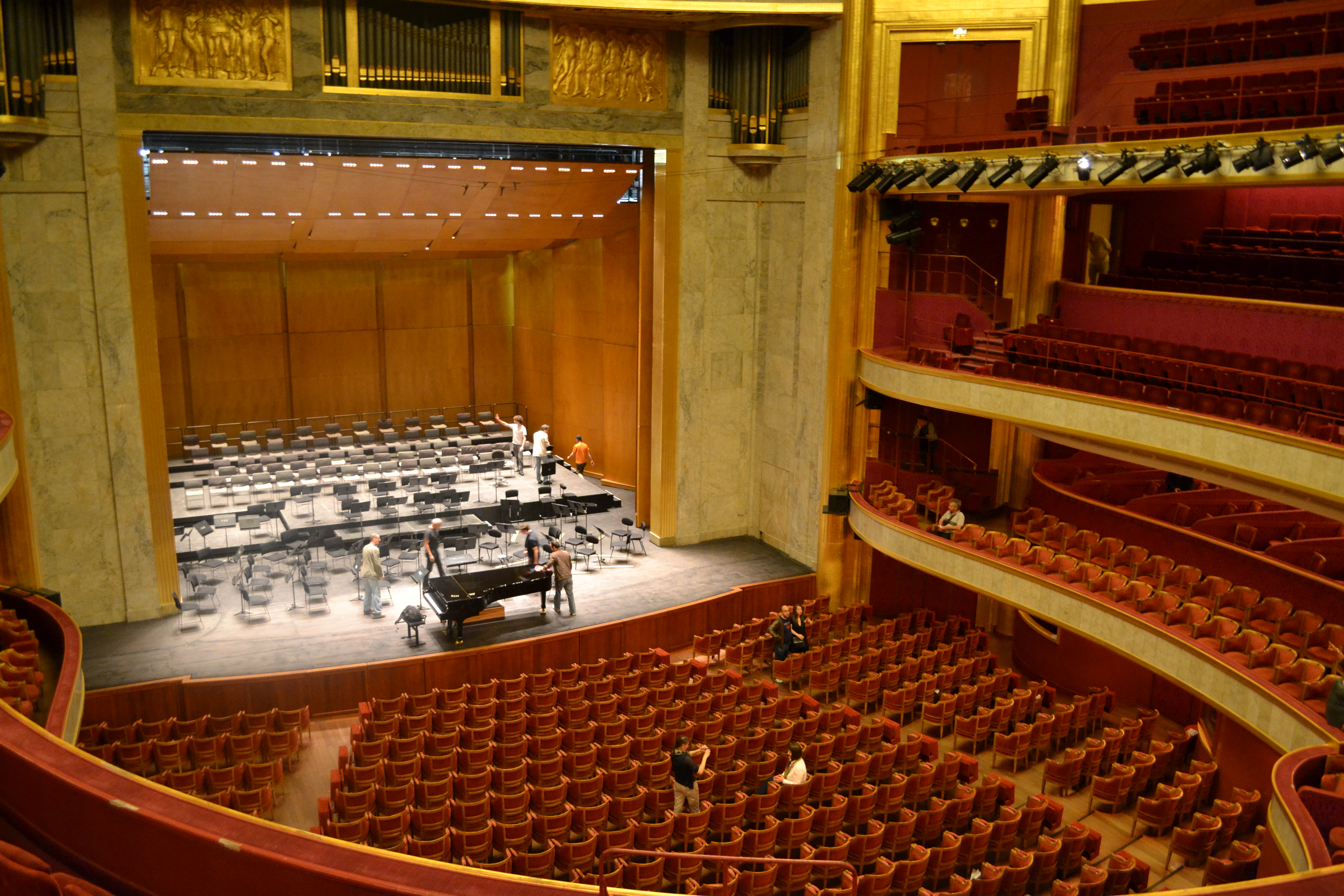
Auditorio y escenario.

El Teatro de los Campos Elíseos (francés: Théâtre des Champs-Élysées) es un edificio construido en 1913 de estilo mixto art decó y clásico, debido al arquitecto Auguste Perret y al escultor Antoine Bourdelle.  Tiene tres salas de espectáculos y un restaurante.  Está situado en la Avenue Montaigne, en el octavo distrito de París. 

## Historia

### Teatro
En julio de 1926, la Comedia de los Campos Elíseos da lugar a la primera proyección en Francia de la película alemana Las Aventuras del príncipe Ahmed, de Lotte Reiniger, una obra pionera del cine de animación.

## El Teatro de los Campos Elíseos y la música clásica
El teatro de los Campos Elíseos es un tradicional reducto de la música clásica en París, junto con la Sala Pleyel, Sala Favart del Teatro Nacional de la Opéra-Comique, la Cité de la Musique, el Teatro del Chatelet y la Sala Gaveau para música de cámara. 
La Orquesta Nacional de Francia tiene como sede este teatro.
El 29 de mayo de 1913 tuvo lugar en el teatro el célebre y escandaloso estreno de La consagración de la primavera de Igor Stravinsky.
Orquestas sinfónicas tales como la Orquesta Filarmónica de Viena, la Orquesta Filarmónica de Múnich, la Orquesta Filarmónica de Nueva York, la Orquesta sinfónica de la Radiodifusión bávara y la Orquesta Real de Concertgebouw frecuentan o han frecuentado esta sala.